# Systrafoss
Systrafoss (in lingua islandese: cascata delle sorelle, con il significato di suore) è una cascata situata lungo il corso del fiume Fossá, nei pressi del piccolo villaggio di Kirkjubæjarklaustur, nel comune di Skaftárhreppur, che fa parte della regione del Suðurland, nella parte meridionale dell'Islanda.

## Descrizione
La cascata si trova a sud del lago Systravatn (lago delle sorelle) posto su un altopiano, da cui trae origine il piccolo fiume Fossá che poi va a formare la cascata Systrafoss suddividendosi in due stretti rami paralleli e vicini. Ai piedi della cascata si trova la roccia Fossasteinn (roccia del Fossá). 
Poco a sud della cascata Systrafoss, scorre anche il fiume di origine glaciale Skaftá.

## Etimologia
Il nome della cascata, del vicino lago Systravatn (lago delle sorelle) e di una roccia (Systrastapi), fanno riferimento a un importante ex convento di suore (sorelle) benedettine presenti dal 1186 e per circa 400 anni a Kirkjubæjarklaustur.